# Combiné nordique sur tremplin normal aux Jeux olympiques de 2018
Pour des articles plus généraux, voir Combiné nordique aux Jeux olympiques de 2018 et Jeux olympiques d'hiver de 2018.
Navigation
Sotchi 2014 Pékin 2022
L'épreuve individuelle de combiné nordique aux Jeux olympiques de 2018 sur le tremplin normal a lieu le 14 février 2018 à Pyeongchang.
L'épreuve est composée d'un saut et d'une course de ski de fond de 10 km. Les points obtenus lors du saut sont convertis en secondes et les athlètes partent selon le classement du saut lors de la course de ski de fond. L'arrivée de la course de ski de fond détermine le classement final.
Quarante-huit athlètes représentant seize nations participent à cette compétition. Le concours de saut est dominé par l'Autrichien Franz-Josef Rehrl devant le Norvégien Jarl Magnus Riiber et l'un des favoris le Japonais Akito Watabe. Grâce au sixième temps de ski, Eric Frenzel, champion olympique sortant, réussit à conserver son titre devant Akito Watabe et l'Autrichien Lukas Klapfer.

## Organisation

### Sites

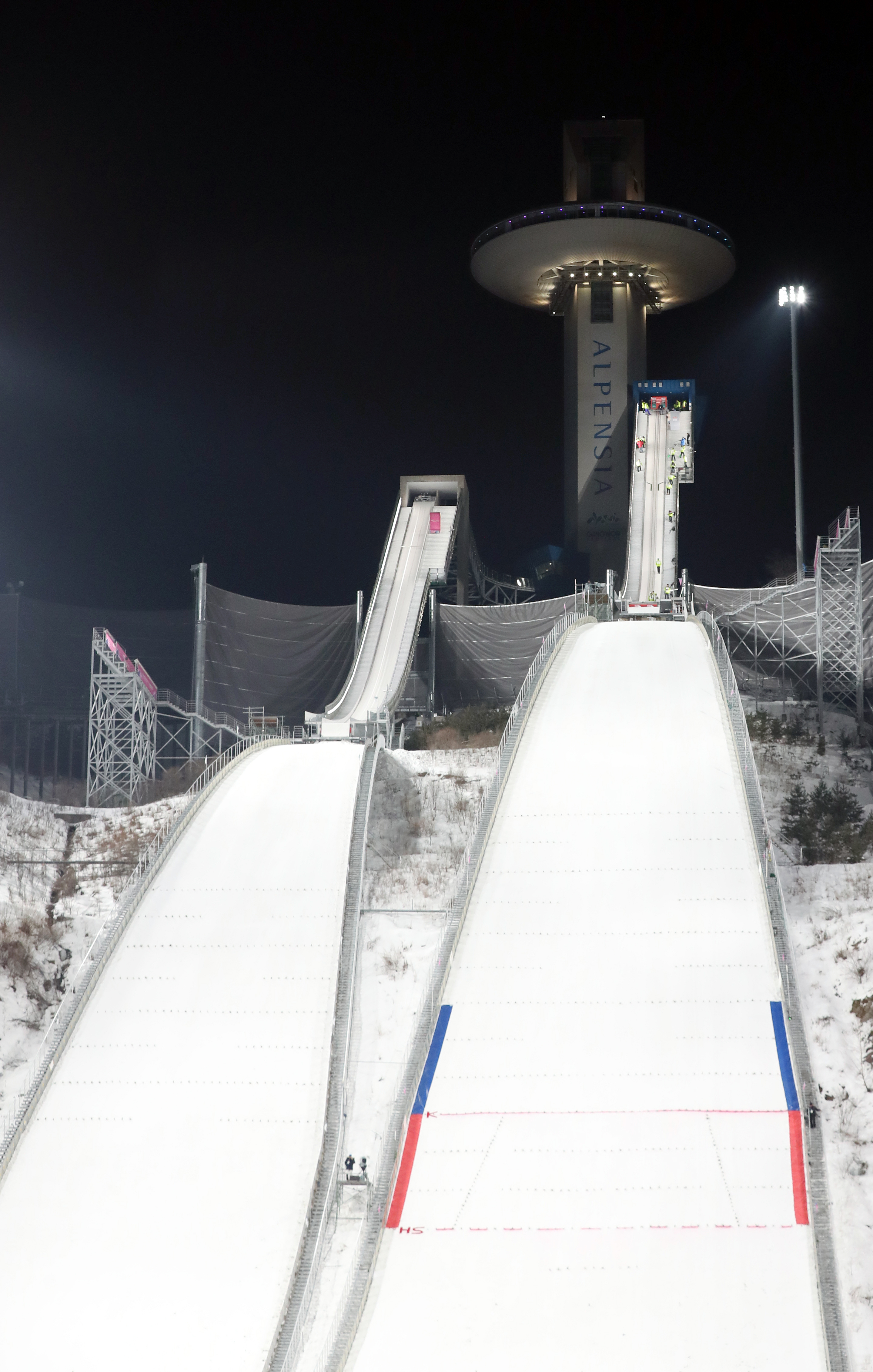
Le petit tremplin (K98) à gauche et le grand (K 125) à droite.

La construction du tremplin a débuté en 2008 et celui-ci a été inauguré en 2009,. Le complexe compte cinq tremplins (K125, K98, K60, K35 et K15). et il a coûté une cinquantaine de millions d'euros. À l'origine, la capacité était de 13 500 places (11 000 places assisses et 2 000 places debout). Cependant, en raison des faibles affluences lors de compétitions, la capacité du tremplin est réduite à 8 500 places (6 300 places assises et 2 200 places debout). Le record du tremplin K 98 (HS 109) est de 113,5 mètres. Il est détenu par trois athlètes : l'Autrichien Stefan Kraft qui a atteint cette distance le 16 février 2017, par Robert Johansson et Andreas Wellinger qui l'ont réalisé lors de la seconde manche de l'épreuve de saut quelques jours plus tôt. Le tremplin est situé dans une zone très exposée au vent — un parc d'éoliennes est à proximité — et un filet de protection réduisant le vent a dû être installé,.
La course de ski de fond a lieu à proximité du tremplin au centre de biathlon et de ski de fond d'Alpensia.
Le site a été construit en 1998. Des travaux de modernisation ont eu lieu en 2009 puis en 2016. Le site a accueilli les Jeux asiatiques d'hiver de 1999 puis les Jeux olympiques spéciaux 2013 (en). Le site compte deux pistes compte deux pistes : une « bleue » de 3,75 km pour le style libre et une « rouge » de la même distance pour le style classique. Le site a une capacité de 7 500 places (4 500 places assisses et 3 000 places debout).

### Calendrier
Le saut d'essai est programmé à 13 h 45 heure locale (UTC+9). Le concours de saut débute à 15 h et la course de ski de fond commence à 17 h 45.
| Date            | Épreuve     | Horaire | Horaire |
| --------------- | ----------- | ------- | ------- |
| 14 février 2018 | Saut à ski  | 15 h    |         |
| 14 février 2018 | Ski de fond | 17 h 45 |         |

Finalement le concours de saut est décalé à 15 h 30 heure locale et la course de ski de fond à 18 h.

### Format de l'épreuve
Les athlètes exécutent premièrement un saut sur le tremplin normal (K 98 / HS 109) suivi d’une course de ski de fond de 10 km qui consiste à parcourir quatre boucles de 2,5 km. À la suite du saut, des points sont attribués pour la longueur et le style. Le départ de la course de ski de fond s'effectue selon la méthode Gundersen (1 point = 4 secondes), le coureur occupant la première place du classement de saut s’élance en premier, et les autres s’élancent ensuite dans l’ordre fixé. Le premier skieur à franchir la ligne d’arrivée remporte l’épreuve.

## Athlètes

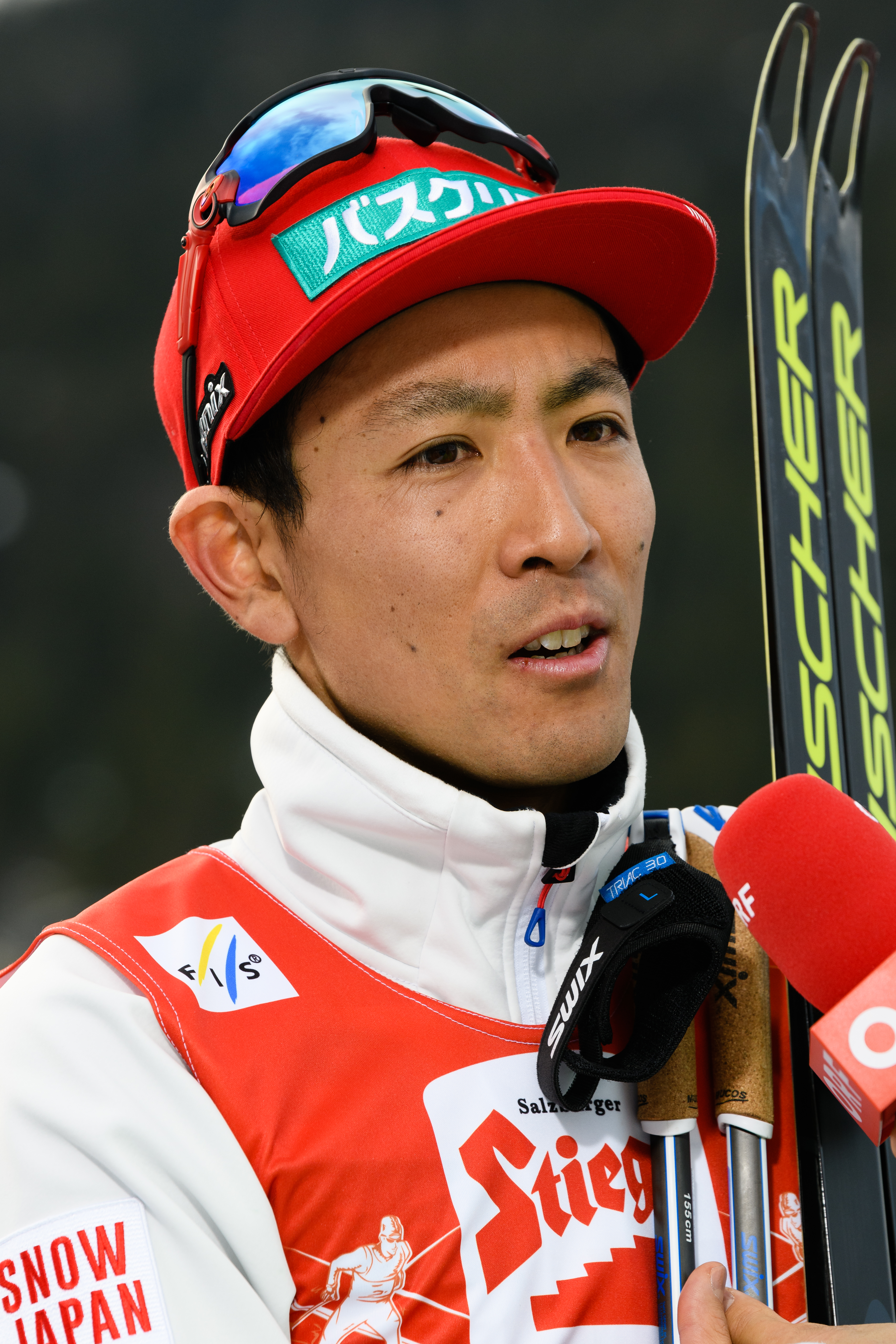
Akito Watabe, leader de la coupe du monde est un des grands favoris de la course.

Deux anciens champions olympiques sur la distance prend part à la course : il s'agit de Jason Lamy-Chappuis en 2010 et d'Eric Frenzel en 2014.
Parmi les pays comptant cinq athlètes mais ne pouvant en aligner que quatre, l'Allemagne choisit de ne pas sélectionner Bjorn Kircheisen. La Finlande laisse Leevi Mutru au repos et l'Autriche choisit de ne pas sélectionner Mario Seidl en raison de saut moins réussi en coupe du monde et pour lui enlever de la pression.
Les favoris des courses individuelles sont le Japonais Akito Watabe, leader de la coupe du monde ainsi que les Allemands et les Norvégiens. Chez les Norvégiens, le deuxième du classement de la coupe du monde, Jan Schmid est incertain,. En effet, il a été malade la semaine précédant la course et sa participation ne sera décidé qu'après le saut d'essai. Jørgen Graabak, double champion olympique il y a quatre ans est également très attendu.
Malgré des résultats décevants en début de saison, les Allemands, Johannes Rydzek et Eric Frenzel qui ont réalisé de bonnes performances lors des entraînements sur le tremplin sont attendus,,. Les Autrichiens, Lukas Klapfer et Wilhelm Denifl ainsi que les Finlandais Ilkka Herola et Eero Hirvonen et les Français sont considérés comme des outiders. Hannu Manninen, 39 ans devient le participant le plus âgé à une course de combiné nordique olympique après avoir été le plus jeune en 1994. Il vise une place dans les 10 ou 20 premiers.

## Récit de l'épreuve
Durant les deux semaines de compétition olympique, le vent est fort, irrégulier et glacial,. Le jour de la compétition n'y fait pas exception et la compétition est décalé de 30 minutes,.

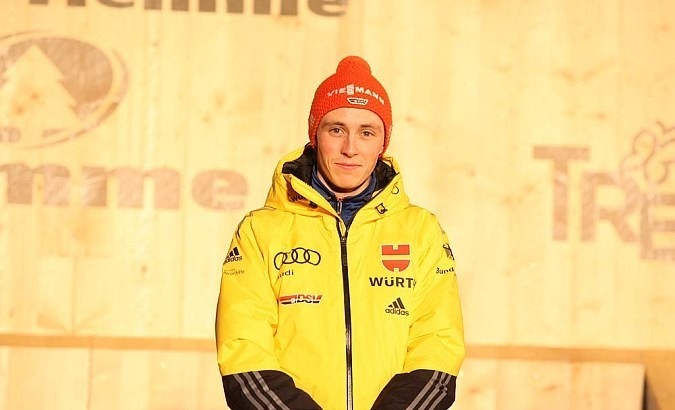
Eric Frenzel conserve son titre.

L'Autrichien, Franz-Josef Rehrl, réalise le plus long saut à 112 mètres, et il réalise un télémark ce qui lui permet également d'obtenir des notes de styles très élevées. L'ensemble lui permet de disposer de 130,6 points. Il devance Jarl Magnus Riiber qui a sauté à 111 mètres et qui a obtenu un total de 126,9 points,. Converti en secondes, cela représente 15 secondes d'avance pour l'Autrichien sur le Norvégien. Derrière, le Japonais Akito Watabe est troisième à 28 secondes et il devance de quelques secondes l'Autrichien Lukas Klapfer et l'Allemand Eric Frenzel. Un petit écart séparé ces athlètes de leurs poursuivants. Eero Hirvonen est à 50 secondes soit quatre secondes d'avance sur le Norvégien Espen Andersen. Les autres athlètes sont à plus d'une minute : Johannes Rydzek est à une minute et 26 secondes, Vinzenz Geiger à une minute et 41 secondes et Ilkka Herola à deux minutes et 4 secondes. Les Norvégiens Jørgen Graabak et Jan Schmid qui ont sauté avec des conditions difficiles sont encore plus loin respectivement à deux minutes et 28 secondes et à deux minutes et 47 secondes. L'Italien, Alessandro Pittin est à plus de trois minutes et 30 secondes du leader.
Lors de la course de fond, un regroupement s'opère dès le troisième kilomètre avec le retour d'un trio (Eric Frenzel, Akito Watabe et Lukas Klapfer) qui revient sur le duo de tête composé de Franz-Josef Rehrl et de Jarl Magnus Riiber,. Le groupe parvient à s'entendre et maintient les poursuivants tels que Eero Hirvonen ou Johannes Rydzek à distance. À mi-course, l'Autrichien Franz-Josef Rehrl est distancé. Eric Frenzel et Akito Watabe prennent les relais les plus importants. Dans la dernière montée de la course, Eric Frenzel attaque et personne ne peut le suivre. Il s'impose devant Akito Watabe et Lukas Klapfer. Jarl Magnus Riiber termine quatrième juste devant Johannes Rydzek qui est remonté à la cinquième place. Eero Hirvonen prend la sixième place devant Fabian Riessle, Ilkka Herola et Vinzenz Geiger qui se sont joué la septième place au sprint. Les quatre allemands sont donc dans les neuf premiers de la course. Le meilleur sauteur, Franz-Josef Rehrl, termine finalement 13e alors que le meilleur fondeur, Alessandro Pittin termine lui 19e.
Eric Frenzel est le troisième athlète après Johan Grøttumsbråten et Ulrich Wehling à réussir à conserver son titre. Il s'agit de sa quatrième médaille olympique ce qui lui permet d'égaler sept autres athlètes mais il reste derrière Felix Gottwald (7 médailles) et Samppa Lajunen (5 médailles),. Akito Watabe devient le premier japonais à avoir remporté plusieurs médailles en combiné nordique. Il a couru la course malgré la fracture d'une côte contractée à Hakuba le 2 février 2018.

## Réactions

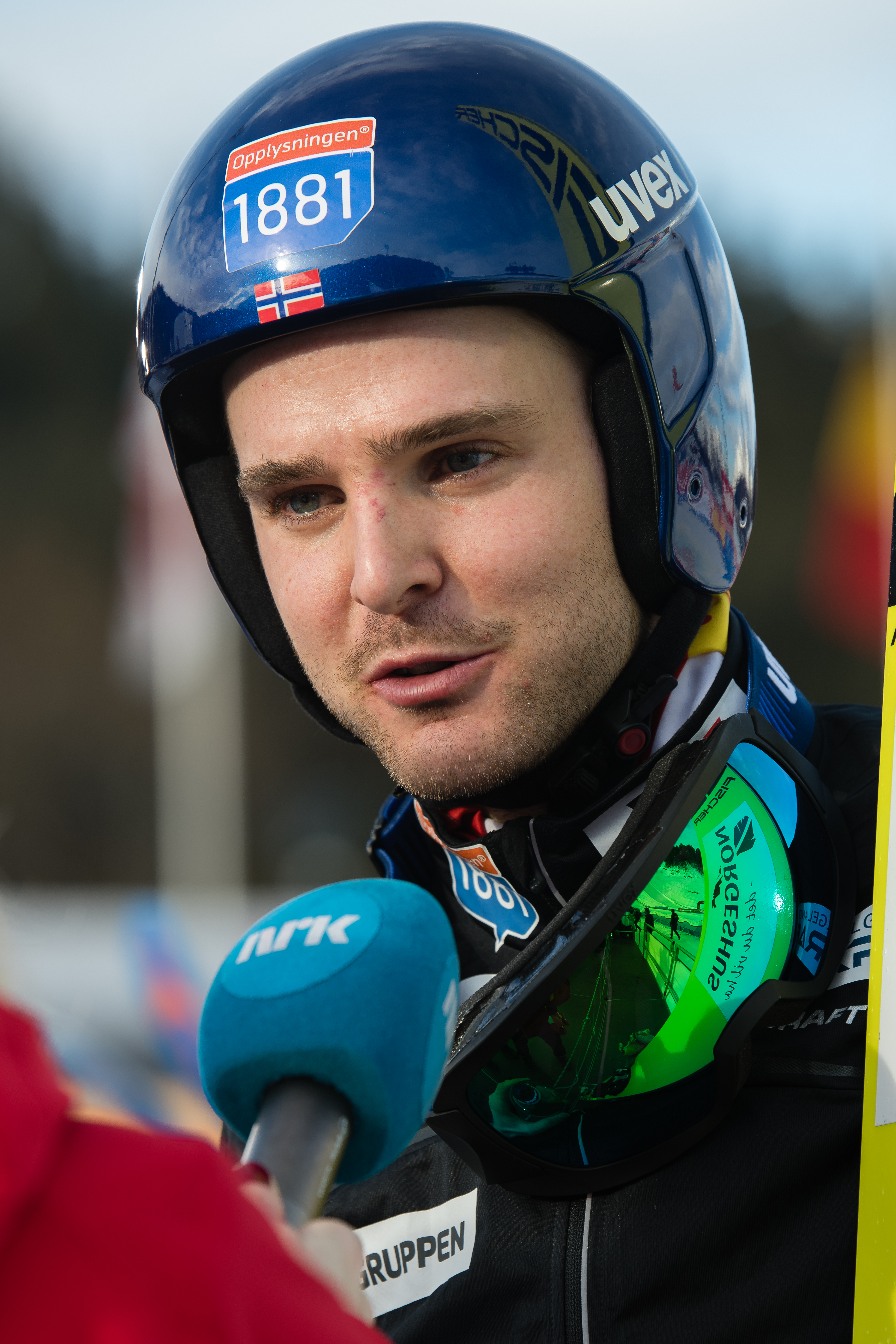
Jørgen Graabak n'a pas sauté dans de bonnes conditions et il n'est pas satisfait de la neige lors de la course de ski de fond.

Les athlètes norvégiens sont déçus de ne pas avoir obtenu de médailles alors qu'il dominent la coupe du monde,. Jarl Magnus Riiber déclare avoir tout donné mais il est déçu de sa quatrième place. Espen Andersen est plutôt heureux de son entrée dans la compétition et il espère que les Norvégiens vont prendre leurs revanches lors des deux courses suivantes. Jørgen Graabak et Jan Schmid n'ont pas sauté dans de bonnes conditions, ce qui les a relégué assez loin après le saut et ils n'ont pas pu prendre part à la lutte pour les médailles. Jørgen Graabak s'est également plaint de la qualité de la neige et du manque de glisse. L'Italien, Alessandro Pittin considère qu'il « n'a jamais sauté avec un vent aussi fort »,.
Les Français sont, mis à part Maxime Laheurte, déçus de leur course. Jason Lamy-Chappuis confie être parti trop rapidement dans la course de fond afin de rattraper un groupe de fondeurs rapides parti quelques secondes avant lui. Il est cependant décroché de ce groupe à partir de la mi-course et fini avec difficulté la course. Les quatre athlètes placent des espoirs dans l'épreuve sur le grand tremplin. Les Finlandais sont également déçus. Après un bon concours de saut, Eero Hirvonen pensait rentrer sur les athlètes juste devant lui afin de jouer les médailles mais il n'a pas réussi à y parvenir. Son compatriote, Ilkka Herola, considère sa performance comme « une grosse déception » mais il est satisfait de sa course de ski de fond.
Le vainqueur, Eric Frenzel, est très heureux de sa victoire. Il déclare qu'il a crû en la victoire dès le début de la course de ski de fond et que son objectif était d'attaquer dans la dernière montée. La performance de l'Allemand est encensée par ses compatriotes ainsi que par l'entraîneur national, Hermann Weinbuch. Le Japonais, Akito Watabe est à la fois frustré et heureux de sa deuxième place,. Il ajoute qu'il savait à quel moment Eric Frenzel allait attaquer mais qu'il n'a pas pu le suivre. Il espère remporter un titre lors des deux prochaines courses. Lukas Klapfer est très heureux car il est parvenu à remporter sa première médaille individuelle. Il est satisfait d'être parvenu à revenir à son meilleur niveau après avoir été blessé et manqué les championnats du monde l'année dernière. Franz-Josef Rehrl, leader après le saut, est déçu de sa course de ski de fond.

## Podium
| Épreuve                             | Or           | Or            | Argent       | Argent | Bronze        | Bronze  |
| ----------------------------------- | ------------ | ------------- | ------------ | ------ | ------------- | ------- |
| Tremplin normal résultats détaillés | Eric Frenzel | 24 min 51 s 4 | Akito Watabe | +4 s 8 | Lukas Klapfer | +18 s 1 |

## Résultats
Le tableau ci-dessous montre les résultats de la compétition avec le nom des participants, leur pays, leur classement, les temps dans l'épreuve de fond, la longueur de leurs sauts et les points qu'ils ont remporté dans les deux épreuves,.
| Rang                                | Nom                 | Nationalité        | Longueur (m) | Points      | Retard au départ | Temps du ski de fond | Rang du ski de fond | Retard final   |
| ----------------------------------- | ------------------- | ------------------ | ------------ | ----------- | ---------------- | -------------------- | ------------------- | -------------- |
| Médaille d'or, Jeux olympiques      | Eric Frenzel        | Allemagne          | 106.5        | 121.7       | 36 s             | 24 min 51 s 40       | 6                   | -              |
| Médaille d'argent, Jeux olympiques  | Akito Watabe        | Japon              | 105.5        | 123.7       | 28 s             | 24 min 56 s 20       | 9                   | + 4 s 8        |
| Médaille de bronze, Jeux olympiques | Lukas Klapfer       | Autriche           | 109.0        | 122.6       | 32 s             | 25 min 9 s 50        | 11                  | + 18 s 1       |
| 4                                   | Jarl Magnus Riiber  | Norvège            | 111.0        | 126.9       | 15 s             | 25 min 13 s 90       | 23                  | + 22 s 5       |
| 5                                   | Johannes Rydzek     | Allemagne          | 101.0        | 109.1       | 1 min 26 s       | 25 min 19 s 30       | 3                   | + 27 s 9       |
| 6                                   | Eero Hirvonen       | Finlande           | 102.0        | 118.0       | 50 s             | 25 min 43 s 00       | 19                  | + 51 s 6       |
| 7                                   | Fabian Riessle      | Allemagne          | 94.5         | 99.9        | 2 min 03 s       | 25 min 56 s 70       | 4                   | + 1 min 5 s 3  |
| 8                                   | Ilkka Herola        | Finlande           | 97.0         | 99.7        | 2 min 04 s       | 25 min 56 s 90       | 2                   | + 1 min 5 s 5  |
| 9                                   | Vinzenz Geiger      | Allemagne          | 103.5        | 105.4       | 1 min 41 s       | 25 min 56 s 90       | 7                   | + 1 min 5 s 5  |
| 10                                  | Espen Andersen      | Norvège            | 104.5        | 117.2       | 54 s             | 26 min 5 s 10        | 28                  | + 1 min 13 s 7 |
| 11                                  | Maxime Laheurte     | France             | 104.5        | 110.7       | 1 min 20 s       | 26 min 14 s 50       | 21                  | + 1 min 23 s 1 |
| 12                                  | Yoshito Watabe      | Japon              | 104.0        | 114.3       | 1 min 5 s        | 26 min 16 s 20       | 29                  | + 1 min 24 s 8 |
| 13                                  | Franz-Josef Rehrl   | Autriche           | 112.0        | 130.6       | -                | 26 min 29 s 50       | 44                  | + 1 min 38 s 1 |
| 14                                  | Hideaki Nagai       | Japon              | 101.0        | 104.2       | 1 min 46 s       | 26 min 30 s 50       | 16                  | + 1 min 39 s 1 |
| 15                                  | François Braud      | France             | 101.5        | 108.6       | 1 min 28 s       | 26 min 40 s 50       | 30                  | + 1 min 49 s 1 |
| 16                                  | Kristjan Ilves      | Estonie            | 104.0        | 112.8       | 1 min 11 s       | 27 min 3 s 30        | 38                  | + 2 min 11 s 9 |
| 17                                  | Bryan Fletcher      | États-Unis         | 97.5         | 99.0        | 2 min 06 s       | 27 min 3 s 60        | 22                  | + 2 min 12 s 2 |
| 18                                  | Jørgen Graabak      | Norvège            | 90.0         | 93.6        | 2 min 28 s       | 27 min 21 s 30       | 20                  | + 2 min 29 s 9 |
| 19                                  | Alessandro Pittin   | Italie             | 89.0         | 77.4        | 3 min 33 s       | 27 min 21 s 90       | 1                   | + 2 min 30 s 5 |
| 20                                  | Bernhard Gruber     | Autriche           | 91.5         | 88.2        | 2 min 50 s       | 27 min 22 s 10       | 10                  | + 2 min 30 s 7 |
| 21                                  | Miroslav Dvorak     | République tchèque | 95.5         | 89.8        | 2 min 43         | 24 min 40 s 40       | 14                  | + 2 min 32 s 0 |
| 22                                  | Pawel Slowiok       | Pologne            | 92.5         | 88.3        | 2 min 49         | 24 min 37 s 60       | 12                  | + 2 min 35 s 2 |
| 23                                  | Hannu Manninen      | Finlande           | 90.0         | 85.2        | 3 min 02 s       | 24 min 27 s 80       | 8                   | + 2 min 38 s 4 |
| 24                                  | Tomas Portyk        | Tchéquie           | 89.5         | 89.3        | 2 min 45 s       | 24 min 46 s 40       | 17                  | + 2 min 40 s 0 |
| 25                                  | Jan Schmid          | Norvège            | 88.0         | 88.8        | 2 min 47 s       | 24 min 47 s 80       | 18                  | + 2 min 43 s 4 |
| 26                                  | Antoine Gérard      | France             | 96.5         | 92.9        | 2 min 31 s       | 25 min 5 s 80        | 26                  | + 2 min 45 s 4 |
| 27                                  | Tim Hug             | Suisse             | 97.0         | 90.9        | 2 min 39 s       | 24 min 59 s 40       | 25                  | + 2 min 47 s 0 |
| 28                                  | Vid Vrhovnik        | Slovénie           | 92.5         | 90.4        | 2 min 41 s       | 24 min 58 s 90       | 23                  | + 2 min 48 s 5 |
| 29                                  | Wilhelm Denifl      | Autriche           | 92.0         | 92.3        | 2 min 33 s       | 25 min 8 s 80        | 27                  | + 2 min 50 s 4 |
| 30                                  | Viktor Pasichnyk    | Ukraine            | 89.5         | 84.0        | 3 min 06 s       | 24 min 40 s 10       | 13                  | + 2 min 54 s 7 |
| 31                                  | Jason Lamy-Chappuis | France             | 96.0         | 97.7        | 2 min 12 s       | 25 min 36 s 90       | 35                  | + 2 min 57 s 5 |
| 32                                  | Lukas Runggaldier   | Italie             | 85.0         | 73.6        | 3 min 48 s       | 24 min 3 s 20        | 5                   | + 2 min 59 s 8 |
| 33                                  | Go Yamamoto         | Japon              | 97.5         | 104.0       | 1 min 46 s       | 26 min 11 s 10       | 42                  | + 3 min 05 s 7 |
| 34                                  | Ondřej Pažout       | Tchéquie           | 97.5         | 95.8        | 2 min 19 s       | 25 min 46 s 80       | 37                  | + 3 min 14 s 4 |
| 35                                  | Taylor Fletcher     | États-Unis         | 86.0         | 76.4        | 3 min 37 s       | 24 min 42 s 20       | 15                  | + 3 min 27 s 8 |
| 36                                  | Arttu Mäkiaho       | Finlande           | 91.0         | 85.2        | 3 min 02 s       | 25 min 25 s 30       | 31                  | + 3 min 35 s 9 |
| 37                                  | Aaron Kostner       | Italie             | 93.5         | 89.2        | 2 min 46 s       | 25 min 44 s 40       | 36                  | + 3 min 39 s 0 |
| 38                                  | Ernest Yahin        | Russie (OAR)       | 96.0         | 96.7        | 2 min 16 s       | 26 min 18 s 30       | 43                  | + 3 min 42 s 9 |
| 39                                  | Szczepan Kupczak    | Pologne            | 97.0         | 96.8        | 2 min 15 s       | 26 min 47 s 60       | 45                  | + 4 min 11 s 2 |
| 40                                  | Raffaele Buzzi      | Italie             | 88.0         | 74.6        | 3 min 44 s       | 25 min 29 s 10       | 33                  | + 4 min 21 s 7 |
| 41                                  | Ben Loomis          | États-Unis         | 86.5         | 79.5        | 3 min 24 s       | 25 min 56 s 80       | 40                  | + 4 min 29 s 4 |
| 42                                  | Adam Cieslar        | Pologne            | 81.0         | 68.7        | 4 min 08 s       | 25 min 30 s 70       | 34                  | + 4 min 47 s 3 |
| 43                                  | Karl-August Tiirmaa | Estonie            | 87.0         | 68.9        | 4 min 07 s       | 25 min 58 s 20       | 41                  | + 5 min 13 s 8 |
| 44                                  | Marjan Jelenko      | Slovénie           | 73.5         | 60.4        | 4 min 41 s       | 25 min 27 s 50       | 32                  | + 5 min 17 s 1 |
| 45                                  | Jasper Good         | États-Unis         | 76.0         | 58.8        | 4 min 47 s       | 25 min 52 s 80       | 39                  | + 5 min 48 s 4 |
| 46                                  | Park Je-un          | Corée du Sud       | 86.0         | 73.3        | 3 min 49 s       | 27 min 7 s 50        | 47                  | + 6 min 05 s 1 |
| 47                                  | Wojciech Marusarz   | Pologne            | 79.5         | 61.3        | 4 min 37 s       | 26 min 50 s 50       | 46                  | + 6 min 36 s 1 |
| -                                   | Lukáš Daněk         | Tchéquie           | Disqualifié  | Disqualifié | Disqualifié      | Disqualifié          | Disqualifié         | Disqualifié    |